# قشدة حامضة
القشدة الحامضة أو الكريمة الحامضة أو القشطة الرائبة (بالإنجليزية: Sour Cream)‏ إحدى منتوجات الحليب الغنية بالدهون، تنتج بتخمير الكريمة العادية مع بعض أنواع بكتيريا حمض اللبنيك. تحضر البكتيريا إما صناعياً أو طبيعياً، وطعمها كطعم اللبنة.